# Mucha domowa

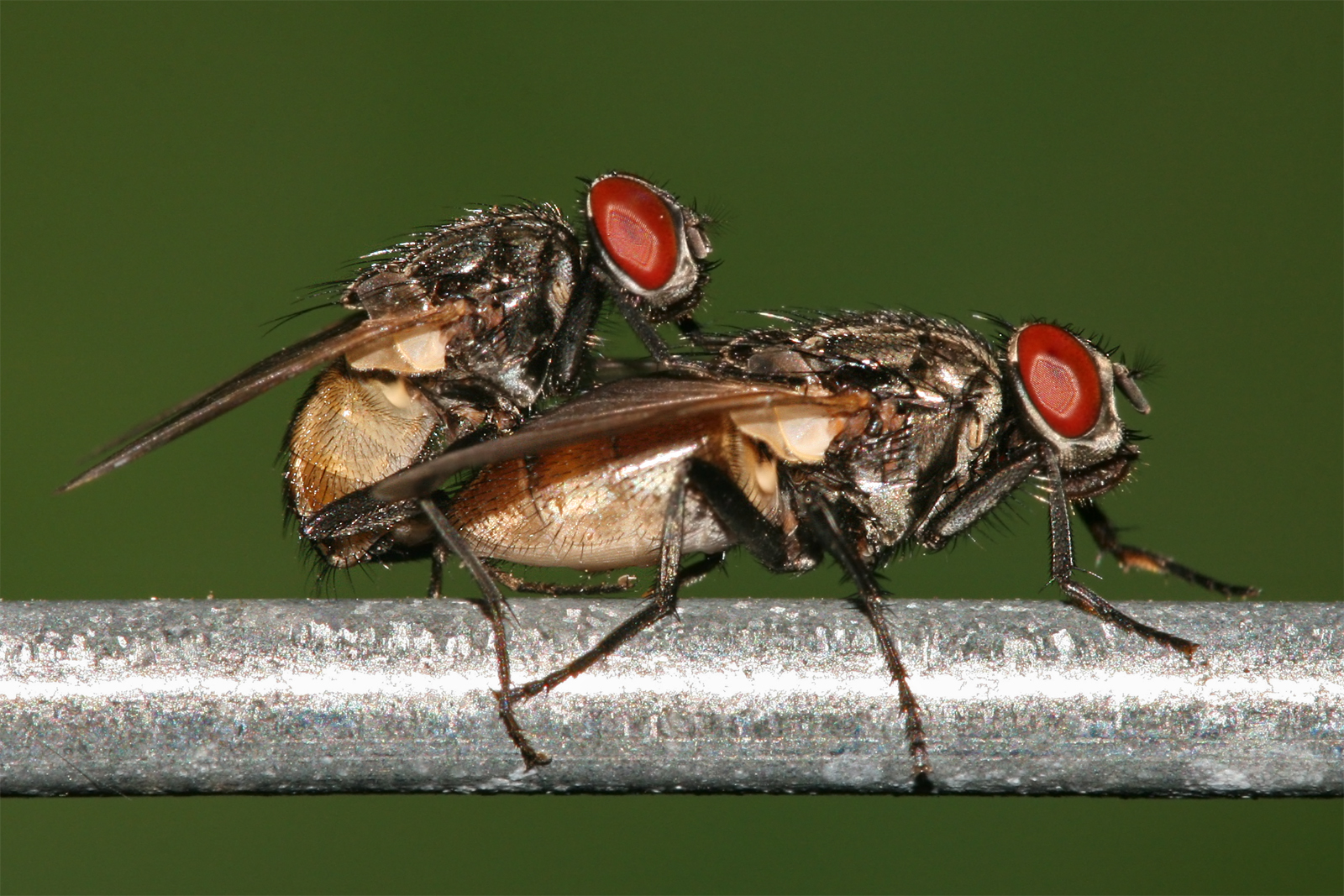
Osobniki kopulujące

Mucha domowa (Musca domestica) – pospolity gatunek owada występujący na całym świecie. 

## Budowa ciała
Jest niewielka (samica jest większa od samca – osiąga do 7,5 mm długości), na ciemnoszarym tułowiu widoczne są podłużne paski. Odwłok barwy szarożółtej jest jaśniejszy na spodniej części. Odnóża zakończone są pazurkami i przylgami. Ma aparat gębowy typu liżącego, służący do zlizywania pokarmu płynnego lub stałego, który zostaje rozpuszczony enzymami śliny. Złoto-czerwono-brunatne oczy zapewniają 360° pole widzenia. Narządem oddechowym są tchawki. Jest typowym synantropem. Mucha lata stosunkowo wolno, ok. 8 km/h, uderza skrzydłami ok. 200 razy na sekundę.

## Długość życia
Pojedynczy osobnik żyje około 4 tygodni, jednak w budynkach ludzkich może przezimować w stanie anabiozy. Nawet w tak sprzyjających warunkach przeżywa bardzo mała część populacji – jesienią muchy są dziesiątkowane przez grzybicę.

## Pokarm
Dorosłe owady żywią się substancjami płynnymi, pokarmy twarde pobierają po rozpuszczeniu śliną (wstępnym strawieniu). 

## Rozród
Dziewięciodniowe owady osiągają dojrzałość płciową. Jaja (2,5 mm) składane są do kału, szczególnie do świńskiego. Samica może składać jaja od 2 do 5 dni, jednorazowo ok. 100. W ciągu całego życia składają od 600 do 2000 jaj. W 1 kg świńskiego nawozu może rozwijać się 15 000 larw. Po upływie 24 godzin wylęgają się larwy o charakterystycznym, z przodu stożkowo zwężonym kształcie. Larwy pobierają pokarm płynny. Szybkość rozwoju uzależniona jest od świeżości nawozu, trwa od kilku dni do dwóch miesięcy. W ciągu rozwoju larwy wydłużają się z początkowych 2 do 12 mm, trzykrotnie liniejąc. Po przepoczwarczeniu trwającym ok. 10 dni wylegają się dorosłe owady, które po kilku minutach są gotowe do lotu.

## Zagrożenia
Owad ten stwarza zagrożenie epidemiologiczne: badania dowiodły, że na powierzchni swego ciała mucha może przenieść do 6 milionów, a w jelicie nawet pięciokrotnie więcej –  30 milionów mikroorganizmów – w tym powodujących tak groźne choroby jak dur brzuszny, paratyfus, dyzenteria, cholera, gruźlica, polio, salmonelloza oraz wąglik – oraz stadia przetrwalnikowe pasożytów.

## Tryb życia
Muchy są aktywne w dzień, lubią ciepłe, nasłonecznione powierzchnie. W budynkach w nocy lub w chłodne dni muchy zazwyczaj odpoczywają na podłogach, ścianach, sufitach. Na zewnątrz – na roślinach, na ziemi, płotach, puszkach i innych tym podobnych elementach. Muchy wybierają rogi, załamania ścian i ich krawędzie oraz cienkie przedmioty, kable, struny, najchętniej ukrywają się blisko źródła pożywienia na wysokości 150–450 cm od podłoża.

## Występowanie
Mucha domowa jest owadem kosmopolitycznym. Pierwotnie występowała w umiarkowanej strefie klimatycznej. Została przeniesiona przez człowieka również na obszary tropikalne (w 1780 roku na pokładzie okrętu kpt. Arthura Phillipa wraz z grupą skazańców i brytyjskimi owcami dotarł do Australii w pobliże dzisiejszego Sydney).